# 劇団河 (旭川市)
劇団河（げきだんかわ）は、北海道旭川市にあった日本のアマチュア劇団。

## 概要
1959年創設。当初はよくあるリアリズム演劇を上演していた。1968年度旭川市文化奨励賞受賞。
1974年、旭川市の常磐公園そばの土蔵をリフォームした喫茶店兼劇場の河原館を開業、そこで状況劇場、早稲田小劇場など小劇場ブームやアングラ演劇ブームの影響で唐十郎『二都物語』、清水邦夫『鴉よ、おれたちは弾丸をこめる』を上演して道内外から注目、高評される。『二都物語』は若手団員が唐の作品をやりたいと希望したものだがメンバーの星野由美子は内容が難しいと気乗りしないまま、事前に連絡もとらずに東京の唐に会いに行き、許可を得た。清水とは作品の上演で彼と交流するようになったことから、1976年には清水が著すも東京の劇団の内部分裂により上演されずお蔵入りになっていた『幻に心もそぞろ狂おしのわれら将門』を彼に勧められて劇団河が初上演、東京の演劇人から注目される。なお同作は演出も清水が手がけた。劇団では彼が演出を幾度か行い、彼の協力でドラマの前衛的造形の実験も行った。中心団員には創設メンバーの1人で女優兼演出家の星野や座付き作家の塔崎健二らがいた。テーマには小熊秀雄作品を据え、河は「劇団やまなみ」とともに旭川の演劇のリーダー的存在であった。
河原館やそのあたりは若者が多く集まる旭川の芸術文化の発信拠点で、田中泯のダンスや吉行和子の一人芝居を上演したり映画を上映して東京の最先端の文化を紹介する役割も担っていた。それは道内の駅裏8号倉庫、帯広演研などにも影響を与えていった。
1986年、『1982嫉妬』の上演を最後に活動休止。理由は団員が一番多いときで20人ほどいたが仕事や家庭を理由に4人まで減少、芝居のための熱気が薄らいでしまったからであった。ただ解散ではなく誰かが後継になってくれればという思いがあった。流れをくむ劇団としては河出身者らが創設した旭川ステージワークがある。
2017年、復活公演が行われる。その契機は2016年に劇団のファンだった那須敦志がその活動を振り返る著書『“あの日たち”へ ～旭川・劇団『河』と『河原館』の20年～』を出版したことや舞台照明を担当していた豊島勉が自身が劇団に関わる前に上演されていたその代表作のオリジナル演劇『詩と劇に架橋する十三章』のことを知り、興味を抱いたからで、それを復活公演で上演した。
2021年1月25日、代表となっていた星野は肺疾患のため死去、93歳。

## 関連書籍
- 那須敦志『“あの日たち”へ ～旭川・劇団『河』と『河原館』の20年～』中西出版 2016年